# Stephan Mourisse
Stephan Mourisse is een Belgische politicus. Hij is burgemeester van Vleteren voor de Landelijke Volkspartij (LVP).

## Biografie
Mourisse is notaris.
Hij werd actief in de gemeentepolitiek en nam in 2000 mee aan de gemeenteraadsverkiezingen. Hij werd verkozen en werd zes jaar OCMW-voorzitter. Na de verkiezingen van 2006 werd hij eerste schepen onder burgemeester Willy Mostaert voor de lokale partij LVP (Landelijke Volks Partij). Volgens een politiek akkoord na de verkiezingen volgde hij begin 2010 na drie jaar, halverwege de bestuursperiode, Mostaert op als burgemeester. Mourisse bleef burgemeester tot in december 2024. Bij de verkiezingen van oktober 2024 was hij geen kandidaat meer voor een hernieuwing van zijn mandaat en nam hij ook niet deel aan de gemeenteraadsverkiezingen.
Bij de federale verkiezingen van 2010 stond hij als opvolger op de lijst van Open Vld.